# أساسنز كريد سنديكيت
أساسنز كريد سنديكيت (بالإنجليزية: Assassin's Creed Syndicate) هي لعبة فيديو من نوع أكشن-مغامرات وعالم مفتوح وهي اللعبة الرئيسية التاسعة في سلسلة أساسنز كريد تأتي بعد أساسنز كريد يونيتي، صدرت بتاريخ 23 أكتوبر 2015، وهي متوفرة على أجهزة مايكروسوفت ويندوز وبلاي ستيشن 4 وإكس بوكس ون. اللعبة من تطوير يوبي سوفت كيبيك ونشر يوبي سوفت. وهي أول لعبة من السلسلة يتم دبلجة المقاطع الدعائية لها بالعربية  لحق ذلك إعلان شركة يوبي سوفت عن التعريب الكامل للعبة حيث تم ترجمة القوائم والحوارات ودبلجة الأصوات.

## موجز
تقع أحداث القصة في لندن في سنة 1868 خلال الثورة الصناعية حيث يكون التوأم جايكوب فراي وأخته إيفي فراي هما بطلا القصة حيث يتنقلان عبر أروقة الجريمة المنظمة خلال العصر الفكتوري ويحاربان التنظيم الذي أنشأه ويتحكم به فرسان الهيكل.

## أسلوب اللعب
تحافظ السلسلة على استكشاف العالم المفتوح من منظور الشخص الثالث الذي تميزت به، بالإضافة إلى تقديم نظام تنقّل جديد ونظام تخفي وقتال مختلف. لن تحوي اللعبة هذه المرة على طور اللعب الجماعي الذي ظهر لأول مرة مع أساسنز كريد: برذرهود. سوف يتاح للاعب اللعب بكلا الشخصيتين الرئيسيتين (جايكوب وإيفي) إذ أن لكل منهما أسلوب خاص في التحرك وتنفيذ المهام
واللعبة ستحتوي على أسلحة جديدة هي الخنجر المعقوف والمسدس الكلاسيكي والقبضة الحديدية وقافز الأساسن الذي سيحتوي على أسهم الهلوسة و قاذف الحبال والخنجر الخفي كلها في باقة واحدة.

## روابط خارجية
- أساسنز كريد سنديكيت على موقع IMDb (الإنجليزية)